# Tadeusz Tomasik
Tadeusz Tomasik (ur. 28 maja 1955 w Przysusze) – polski polityk samorządowy, w latach 1983–1990 naczelnik Przysuchy, w latach 1990–1991 oraz od 1998 do 2018 burmistrz gminy i miasta Przysucha.

## Życiorys
Jest absolwentem Politechniki Świętokrzyskiej.
W latach 1983–1990 był naczelnikiem gminy Przysucha, a w latach 1990–1991 pełnił funkcję burmistrza Przysuchy. Od 1998 do 2018 piastował urząd Burmistrza Gminy i Miasta Przysucha. Wiceprzewodniczący Stowarzyszenia „Razem dla Radomki” oraz członek zarządu Rady Związku Gmin Radomka. Od 2018 r. radny powiatu przysuskiego.